# 梅友松
梅友松（1536年—？年），字茂卿，號鹤洲，四川成都府內江縣人，民籍。

## 生平
治《詩經》，正月二十一日生，行一，由縣學生中式四川鄉試第十五名舉人，會試中式第一百三十五名，年三十歲中式嘉靖四十四年乙丑科第二甲第三十名進士。都察院观政，本年八月授工部主事，隆慶元年（1567年）九月升员外，三年九月升郎中，五年十月升山西参议，十一月调陕西，万历二年（1574年）二月丁忧。五年正月復除山西，六年五月升河南副使，八年四月调山西分守冀北道，九年十月升右参政，十月奏留，照旧管事，十年十一月升按察使，照旧管事，十一年三月升陕西右布政，十二年十月升右佥都御史、巡抚延绥，十五年十一月升右副都御史、照旧巡抚，十七年五月升兵部右侍郎、兼都察院右佥都御史、总督陕西三边军务。十八年九月以洮河失事论罪，革职为民。

## 家族
曾祖梅永信；祖梅昺；父梅二元，庠生、累封佥都御史；母劉氏，累封恭人。具慶下，妻張氏，弟友栢；友李；友竹。